# San Francisco (Yaxkukul)
San Francisco es una de las localidades principales del municipio de Yaxkukul del estado de Yucatán, y cuenta con aproximadamente 22 habitantes.

## Fundación

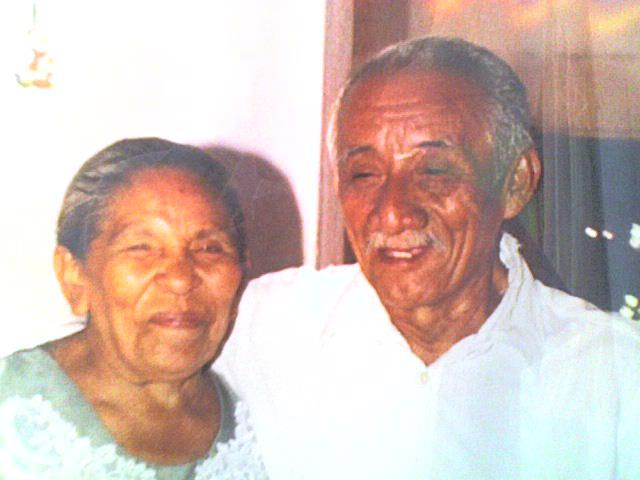
Esteban Uc Uicab fundador de la población con su esposa

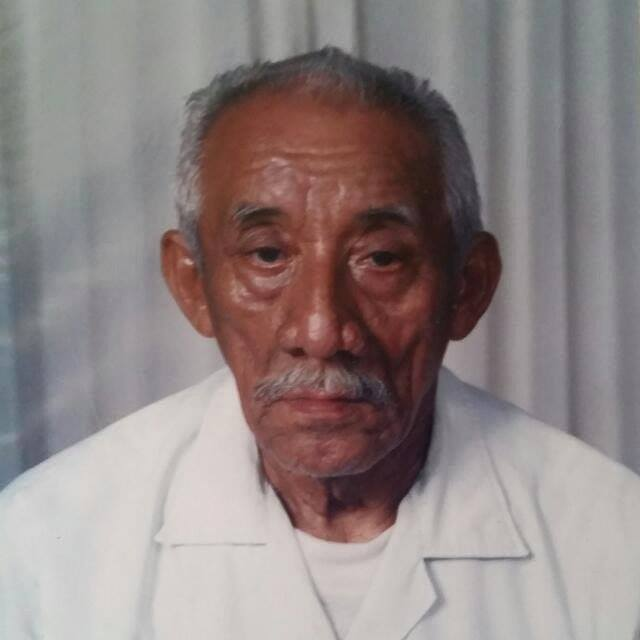
Don Esteban Uc Uicab

San Francisco fue fundada por Esteban Uc Uicab en 1960 cuando emigró de su natal Yaxkukul a las tierras deshabitadas de lo que hoy es San Francisco.[cita requerida]

## Ubicación
San Francisco se localiza a aproximadamente 2 kilómetros al sur de Yaxkukul, entre las coordenadas geográficas 21° 02' y 21° 06' de latitud norte, y 89° 22' y 89° 25' de longitud oeste; a una altitud promedio de 8 metros sobre el nivel del mar.

## Orografía e hidrografía
En general posee una orografía plana, clasificada como llanura de barrera; sus suelos son generalmente rocosos o cementados. El municipio pertenece a la región hidrológica Yucatán Norte. Sus recursos hidrológicos son proporcionados principalmente por corrientes subterráneas; las cuales son muy comunes en el estado.
Actualmente se cuenta con 4 pozos.

## Clima
Su principal clima es el cálido semiseco; con lluvias en verano y sin cambio térmico invernal bien definido. La temperatura media anual es de 26.3°C, la máxima se registra en el mes de mayo y la mínima se registra en enero. El régimen de lluvias se registra entre los meses de mayo y julio, contando con una precipitación media de 51 milímetros.